# Liste des édifices labellisés « Patrimoine du XXe siècle » de l'Ain
La liste des édifices labellisés « Patrimoine du xxe siècle » de l'Ain recense les édifices ayant reçu le label « Patrimoine du xxe siècle » dans l'Ain en France. Au 13 mars 2019, ils sont au nombre de treize dans le département.

## Liste
| Monument                                       | Commune          | Adresse | Coordonnées                      | Notice         | Protection                           | Date           | Illustration                                   |
| ---------------------------------------------- | ---------------- | ------- | -------------------------------- | -------------- | ------------------------------------ | -------------- | ---------------------------------------------- |
| Église Notre-Dame-de-la-Miséricorde            | Ars-sur-Formans  |         | 45° 59′ 32″ nord, 4° 49′ 24″ est | « ACR0000001 » |                                      | 10 mars 2003   | Église Notre-Dame-de-la-Miséricorde            |
| Église Saint-Pierre-Chanel                     | Bourg-en-Bresse  |         | 46° 12′ 50″ nord, 5° 14′ 01″ est | « ACR0000003 » |                                      | 10 mars 2003   | Église Saint-Pierre-Chanel                     |
| Chapelle Sainte-Madeleine                      | Bourg-en-Bresse  |         | 46° 12′ 08″ nord, 5° 13′ 09″ est | « PA01000036 » | Inscrit MH (2013)                    | 14 mai 2012    | Image manquante Téléverser                     |
| Monument aux morts de Bourg-en-Bresse          | Bourg-en-Bresse  |         | 46° 11′ 59″ nord, 5° 13′ 15″ est | « PA01000047 » | Inscrit MH (2019)                    | 13 mars 2019   | Monument aux morts de Bourg-en-Bresse          |
| Barrage de Génissiat                           | Injoux-Génissiat |         | 46° 03′ 10″ nord, 5° 48′ 43″ est | « ACR0000004 » |                                      | 14 mai 2012    | Barrage de Génissiat                           |
| Centre nautique                                | Lagnieu          |         | 45° 53′ 59″ nord, 5° 21′ 08″ est | « ACR0000005 » |                                      | 3 octobre 2007 | Centre nautique                                |
| Viaduc de Longeray                             | Léaz             |         | 46° 06′ 48″ nord, 5° 53′ 21″ est | « ACR0000006 » |                                      | 3 octobre 2007 | Viaduc de Longeray                             |
| Carillon du Mas Rillier                        | Miribel          |         | 45° 49′ 44″ nord, 4° 57′ 00″ est | « PA00125734 » | Inscrit MH (1993)                    | 10 mars 2003   | Carillon du Mas Rillier                        |
| Usine électrique la Grande Vapeur              | Oyonnax          |         | 46° 15′ 38″ nord, 5° 39′ 28″ est | « PA00116445 » | Inscrit MH (1988) · Classé MH (1988) | 10 mars 2003   | Usine électrique la Grande Vapeur              |
| Église Notre-Dame-de-la-Plaine                 | Oyonnax          |         | 46° 15′ 26″ nord, 5° 38′ 36″ est | « ACR0000007 » |                                      | 10 mars 2003   | Église Notre-Dame-de-la-Plaine                 |
| Église Notre-Dame-de-la-Route-Blanche          | Ségny            |         | 46° 17′ 55″ nord, 6° 04′ 16″ est | « ACR0000008 » |                                      | 3 octobre 2007 | Église Notre-Dame-de-la-Route-Blanche          |
| Hôtel de ville de Bellegarde-sur-Valserine     | Valserhône       |         | 46° 06′ 28″ nord, 5° 49′ 35″ est | « ACR0000002 » |                                      | 10 mars 2003   | Hôtel de ville de Bellegarde-sur-Valserine     |
| Monument aux morts de Bellegarde-sur-Valserine | Valserhône       |         | 46° 06′ 18″ nord, 5° 49′ 33″ est | « PA01000046 » | Inscrit MH (2019)                    | 13 mars 2019   | Monument aux morts de Bellegarde-sur-Valserine |

## Source
- [PDF] « Label patrimoine du XXe siècle Région Rhône-Alpes », sur culturecommunication.gouv.fr, 27 mai 2013